# 姫路市立琴陵中学校
姫路市立琴陵中学校（ひめじしりつ きんりょうちゅうがっこう）は、兵庫県姫路市山畑新田にある公立中学校。
薬師山の山上に位置し、正門へは西側から坂道を登る。

## 沿革
戦後の学制改革により姫路市が設置した新制中学校14校のうちのひとつである。1947年3月の姫路市新学制実施準備協議会の第1回会合では船場・城西校区に設置する「第五中学校」の原案が示され、4月2日の第2回会合ではこれを「琴陵中学校」と改めた。「琴陵」の名は播磨風土記の「琴丘」から採ったものである。
- 1947年（昭和22年）5月10日 - 姫路市立琴陵中学校開校式。旧姫路国民学校跡に鷺城中（現・姫路市立姫路高等学校）と同居した。
- 1949年（昭和24年）~1951年（昭和26年） - 新校地として県立姫路商業学校跡を取得。

## 通学区域
以下の小学校の通学区域。
- 姫路市立船場小学校（全域）
- 姫路市立城西小学校（全域）
- 姫路市立高岡小学校（山畑新田及び車崎一丁目）

## 周辺
船場地区の西端に当たる。
- 名古山
- 姫路今宿郵便局

## アクセス
- JR西日本姫路駅・山陽電鉄山陽姫路駅から北西へ1.5km。
- 神姫バス・姫路市営バス 東雲町バス停（西行きのみ）下車、北へ500m。
- 神姫バス・姫路市営バス 車崎バス停（東行きのみ）下車、北へ300m。

## 通学区域が隣接している学校
- 姫路市立高丘中学校
- 姫路市立山陽中学校
- 姫路市立白鷺小中学校
- 姫路市立城乾中学校
- 姫路市立安室中学校